# Slovan Ljubljana
Le Košarkarsko društvo Slovan, ou Geoplin Slovan Ljubljana est un club slovène de basket-ball basé à Ljubljana. Le club participe également fréquemment à la Ligue adriatique.

## Historique
À l'issue de la saison 2013-2014, le club est relégué en seconde division, la 2 Slovenska Košarkarska Liga.

## Palmarès
- Finaliste du championnat de Slovénie : 2005, 2006

## Entraîneurs
- 2010-2013 :  Gašper Okorn

## Joueurs célèbres ou marquants
- Jurij Zdovc
- Simon Petrov
- Emir Preldžič
- Uroš Slokar
- Jan Veselý
- Miha Zupan
- Vladimir Stepania